# Lanceonotus defloccatus
Lanceonotus defloccatus är en insektsart som beskrevs av Capener 1972. Lanceonotus defloccatus ingår i släktet Lanceonotus och familjen hornstritar. Inga underarter finns listade i Catalogue of Life.